# 12 جمادى الأولى
- السبت
- الأحد
- الاثنين
- الثلاثاء
- الأربعاء
- الخميس
- الجمعة

- 302 نوفمبر 2024
- 13 نوفمبر 2024
- 24 نوفمبر 2024
- 35 نوفمبر 2024
- 46 نوفمبر 2024
- 57 نوفمبر 2024
- 68 نوفمبر 2024
- 79 نوفمبر 2024
- 810 نوفمبر 2024
- 911 نوفمبر 2024
- 1012 نوفمبر 2024
- 1113 نوفمبر 2024
- 1214 نوفمبر 2024
- 1315 نوفمبر 2024
- 1416 نوفمبر 2024
- 1517 نوفمبر 2024
- 1618 نوفمبر 2024
- 1719 نوفمبر 2024
- 1820 نوفمبر 2024
- 1921 نوفمبر 2024
- 2022 نوفمبر 2024
- 2123 نوفمبر 2024
- 2224 نوفمبر 2024
- 2325 نوفمبر 2024
- 2426 نوفمبر 2024
- 2527 نوفمبر 2024
- 2628 نوفمبر 2024
- 2729 نوفمبر 2024
- 2830 نوفمبر 2024
- 291 ديسمبر 2024
- 12 ديسمبر 2024
- 23 ديسمبر 2024
- 34 ديسمبر 2024
- 45 ديسمبر 2024
- 56 ديسمبر 2024

12 جُمادى الأولى أو 12 جُمادی‌ الاَوَّل أو يوم 12 \ 5 (اليوم الثاني عشر من الشهر الخامس) هو اليوم الثلاثون بعد المائة (130) من أيَّام السنة (أو الحادي والثلاثون بعد المائة لو كان شهر ربيع الآخر مُتممًا لليوم الثلاثين أو الثاني والثلاثون بعد المائة لو أتم كلًا من صفر وربيع الآخر ثلاثين يومًا) وفق التقويم الهجري القمري (العربي). يبقى بعده 224 أو 225 يومًا لانتهاء السنة.

## أحداث
- 1188 هـ - توقيع معاهدة كجك قينارجه بين الإمبراطورية الروسية والدولة العثمانية، فقدت بمقتضاها الدولة كثيرًا من هيبتها باعتبارها دولة عالمية، وكانت بداية الطريق لاضمحلال الدولة العثمانية والسير في طريق الضعف والانحلال.
- 1355 هـ - تشكيل مجلس المعارف في الكويت وذلك لوضع خطوط السياسة التعليمية وتحديد طرق تنفيذها، ورئس المجلس الشيخ عبد الله الجابر الصباح.
- 1386 هـ - صدور أحكام محكمة أمن الدولة العليا بمصر بإعدام سبعة من جماعة الإخوان المسلمين، بحجة تشكيل تنظيم جديد مسلح لقلب نظام الحكم والاستيلاء على السلطة بزعامة المفكر الأديب سيد قطب، وقد خُفّف الحكم بالنسبة إلى أربعة منهم إلى السجن المؤبد.
- 1411 هـ - مجلس الأمن يصدر القرار رقم 678 والقاضي باستخدام القوة لتحرير الكويت إذا لم ينسحب العراق منها في غضون شهر ونصف.
- 1412 هـ - إطلاق سراح مبعوث الكنيسة إلى لبنان تيري وايت والذي كان مختطف في بيروت منذ خمس سنوات.
- 1438 هـ - انتخاب محمد عبد الله محمد رئيسًا للصومال بعد تغلبه على المنتهية ولايته حسن شيخ محمود.
- 1439 هـ - اندلاع اشتباكات عنيفة بين قوات «المجلس الانتقالي الجنوبي» و«حكومة الرئيس عبد ربه منصور هادي» في عدن.

## مواليد
- 1326 هـ - مفدي زكريا، شاعر الثورة الجزائرية.
- 1390 هـ - محمد العريفي، رجل دين سعودي.
- 1392 هـ - زين الدين زيدان، لاعب كرة قدم فرنسي من أصل جزائري.
- 1401 هـ - ثروت جيتن، لاعب كرة قدم تركي.
- 1407 هـ - علي المشموم، لاعب كرة قدم كويتي.
- 1408 هـ - منى أمرشا، مغنية مغربية.

## وفيات
- 578 هـ - أحمد الرفاعي، صوفي عباسي وصاحب الطريقة الرفاعية.
- 622 هـ - ياقوت الحموي، أديب ومؤلف موسوعات وخطّاط مسلم.
- 996 هـ - سنان باشا المعمار، معماري عثماني صاحب أبرز الآثار العمرانية في الدولة العثمانية.
- 1229 هـ - عبد الله بن صباح بن جابر الصباح، ثاني حكام الكويت.
- 1281 هـ - الشريف بن الأحرش النايلي، عالم مسلم ومتصوف جزائري.
- 1293 هـ - عبد العزيز الأول، خليفة المسلمين وسلطان الدولة العثمانية الثاني والثلاثين.
- 1373 هـ - علي مهدي شمس الدين، فقيه وقاضي جعفري وشاعر لبناني.
- 1427 هـ - متى المسكين، قس قبطي أرثوذكسي مصري.
- 1430 هـ - بداه بن البوصيري، عالم مسلم موريتاني.
- 1434 هـ - حسن أمين، مؤرخ وكاتب وأديب ومؤلف عراقي.

## وصلات خارجية
- موقع قصة الإسلام: حدث في شهر جُمادى الأولى.